# Yichuan (Luoyang)
Yichuan (chinesisch 伊川县, Pinyin Yīchuān Xiàn) ist ein Kreis in der chinesischen Provinz Henan, der zum Verwaltungsgebiet der bezirksfreien Stadt Luoyang gehört. Yichuan hat eine Fläche von 1.059 km² und zählt 790.300 Einwohner (Stand: Ende 2018). 
Das Grab von Fan Zhongyan (Fan Zhongyan mu 范仲淹墓) steht seit 2006 auf der Liste der Denkmäler der Volksrepublik China (6-265).